# Кулим
Кулим (малайск. கூலிம்) — город и столица одноименного округа в федеральном штате Кедах в Малайзии.
Расположен на юго-востоке штата Кедах. Третий по численности после столицы штата г. Алор-Сетар и г. Сунгай Петани. Население — около 150 тыс. чел. (2007).
Округ Кулис состоит из 15 районов, так называемых мукимов.
Основан в 18 веке. Теперь, Кулим — один из самым больших промышленных городов страны. В городе, в частности, расположены филиалы корпорации Intel и компании Infineon Technologies.
Названия города Кулим происходит от ценной породы деревьев, растущих здесь (лат. Kulim, ботаническое название — Scorodocarpus borneensis, семейство – Olacaceae ).